# ナタ・デ・ココ

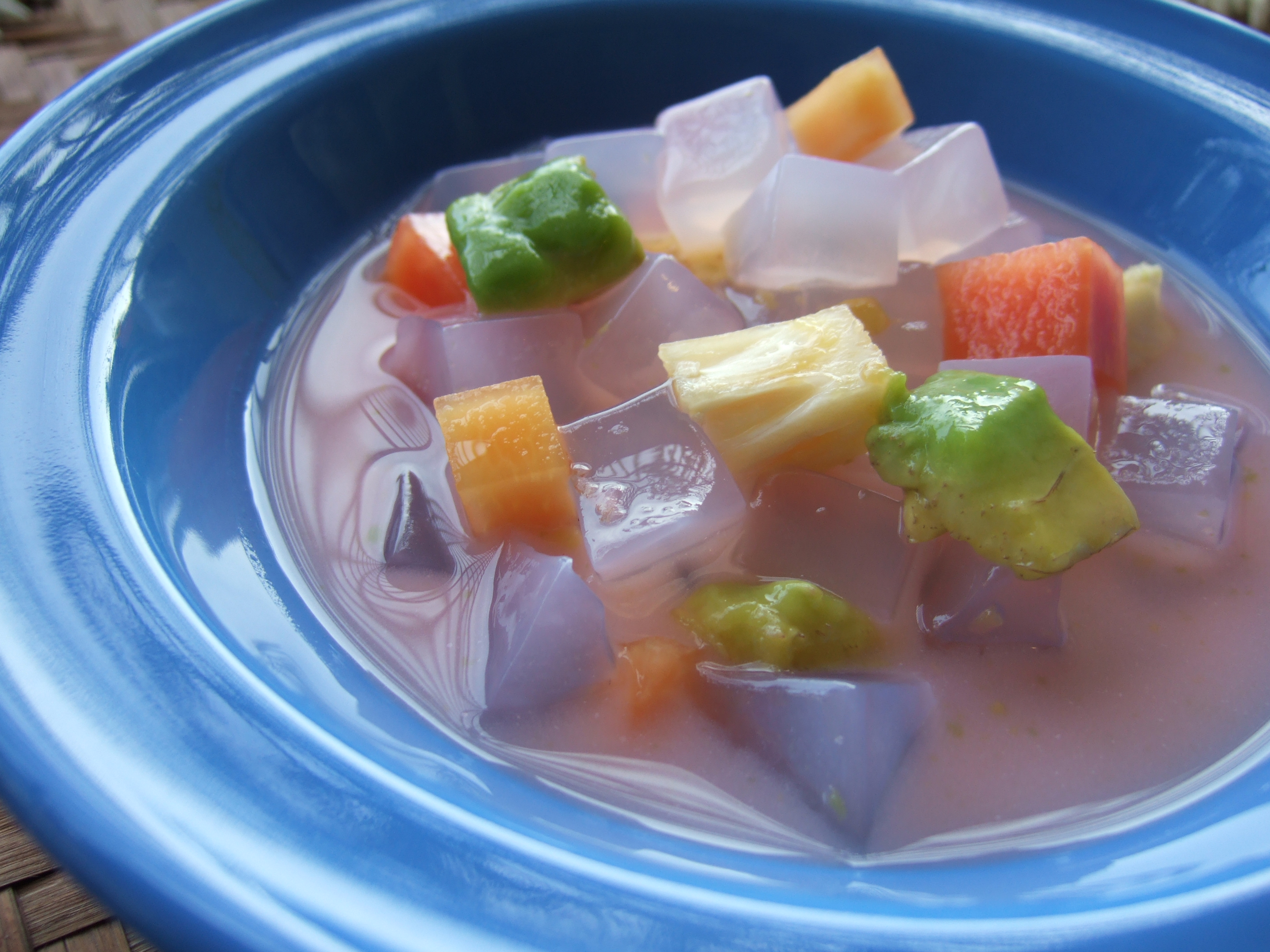
ナタ・デ・ココ（白色透明で立方体状にカットされている）

ナタ・デ・ココ（スペイン語: nata de coco）とは、ココナッツ果汁を発酵させてゲル化した、フィリピン発祥の食品である。

## 概要
18世紀に誕生したパイナップルを原料とするナタ・デ・ピニャの代用品として1949年に発明された。発明者はバタンガス州リパ出身の女性化学者 Teódula Kalaw África。
スペイン語で「ナタ」は（液体表面上の）「皮膜」を意味し、「ナタ・デ・ココ」は「ココナッツの上澄み皮膜」を意味する。
ココナッツ果実の内部に蓄えられたココナッツ水と呼ばれる液に、酢酸菌の一種アセトバクター・キシリナム（ナタ菌）を加えて発酵させ、表面から凝固し、一定の厚みになったところでさいの目に切り食用に供する。このゲル状物質は、ほとんど菌が合成するセルロースから成る。寒天と似た外観ながら、イカのような独特の歯ごたえがある。カロリーが低く、食物繊維が豊富であるためダイエット食や特定保健用食品としても利用される。

## 日本での流行
日本においては、1970年代後半にデルモンテがフルーツ缶に入れたのが最初とされる。その後、食品会社のフジッコがデザートとして商品化したが、当初はまだナタ・デ・ココが一般的になっておらず停滞気味だった。1992年7月に大手ファミリーレストランチェーンのデニーズがメニューに加え、1993年春以降にマスコミで大きく取り上げられたことにより大流行した。缶詰や瓶詰として単独で販売されるようになったほか、各種食品、飲料と組み合わせて、デザートや菓子として販売されている。
1993年の熱狂的なブームと共に定着し、日常的に用いられる商品となっている。

## 食用以外での利用
以前からナタ・デ・ココと同質のものである産膜性の酢酸菌が生産するセルロース・ゲルは、均質なセルロース・コロイドのゲルであることから、スピーカーのコーン紙としてなどハイテク素材としての用途が模索されてきた。
ナタ・デ・ココの成分の99%が水分、残りの1%が繊維質であることに着目し、水分を飛ばして乾燥したナタ・デ・ココの繊維質に合成樹脂を浸透させ、有機ELディスプレイの透明基板として使用する研究が2000年代に行われていた。既存のガラス製パネルでは不可能だった、石英ガラス並みの低熱膨張性を備え、しなやかで折り曲げ可能な薄型ディスプレイを再生産可能な植物原料から製造することができて、さらにガラス製パネルよりも安価に製造が可能であることから、薄型ディスプレイのコスト削減に繋がることが期待できるとされていた。